# Hetzel Alguera
Hetzel Dayana Alguera Rivas (ur. 13 czerwca 1992) – nikaraguańska zapaśniczka walcząca w stylu wolnym. Zajęła jedenaste miejsce na mistrzostwach panamerykańskich w 2011. Piąta na igrzyskach Ameryki Środkowej i Karaibów w 2014. Mistrzyni igrzysk Ameryki Środkowej w 2010; druga w 2017 i trzecia w 2013 roku.